# Антипаю
Антипаю (устар. Антипа-Ю) — река в Российской Федерации, протекает в Шурышкарском районе Ямало-Ненецкого АО. Устье реки находится в 20 км от устья реки Хабинейёган по левому берегу. Длина реки составляет 64 км.
В 21 км от устья, по правому берегу впадает река Мелекшор, в 36 км — Кузьёль, в 45 по левому впадает Нижний Бадьяшор, чуть выше — Верхний Бадьяшор.

## Данные водного реестра
По данным государственного водного реестра России относится к Нижнеобскому бассейновому округу, водохозяйственный участок реки — Обь от впадения реки Северная Сосьва до города Салехард, речной подбассейн реки — бассейны притоков Оби ниже впадения Северной Сосьвы. Речной бассейн реки — (Нижняя) Обь от впадения Иртыша.
Код объекта в государственном водном реестре — 15020300112115300030091.